# National Hockey League 1930/1931
National Hockey League 1930/1931 var den 14:e säsongen av NHL. 10 lag spelade 44 matcher i grundserien innan Stanley Cup inleddes den 24 mars 1931. Stanley Cup vanns av Montreal Canadiens som tog sin 4:e titel, efter finalsegern mot Chicago Black Hawks med 3-2 i matcher.
Pittsburgh Pirates flyttade till Philadelphia och bytte namn till Philadelphia Quakers som gjorde sitt enda framträdande i NHL denna säsong.
Inför säsongen bytte Detroit Cougars namn till Detroit Falcons.

## Grundserien 1930/1931

### Canadian Division
| Nr | Lag                 | S  | V  | O  | F  | GM  | IM  | MS  | P  |
| -- | ------------------- | -- | -- | -- | -- | --- | --- | --- | -- |
| 1  | Montreal Canadiens  | 44 | 26 | 8  | 10 | 129 | 89  | +40 | 60 |
| 2  | Toronto Maple Leafs | 44 | 22 | 9  | 13 | 118 | 99  | +19 | 53 |
| 3  | Montreal Maroons    | 44 | 20 | 6  | 18 | 105 | 106 | −1  | 46 |
| 4  | New York Americans  | 44 | 18 | 10 | 16 | 76  | 74  | +2  | 46 |
| 5  | Ottawa Senators     | 44 | 10 | 4  | 30 | 91  | 142 | −51 | 24 |

### American Division
| Nr | Lag                       | S  | V  | O | F  | GM  | IM  | MS   | P  |
| -- | ------------------------- | -- | -- | - | -- | --- | --- | ---- | -- |
| 1  | Boston Bruins             | 44 | 28 | 6 | 10 | 143 | 90  | +53  | 62 |
| 2  | Chicago Black Hawks       | 44 | 24 | 3 | 17 | 108 | 78  | +30  | 51 |
| 3  | New York Rangers          | 44 | 19 | 9 | 16 | 106 | 87  | +19  | 47 |
| 4  | Detroit Falcons           | 44 | 16 | 7 | 21 | 102 | 105 | −3   | 39 |
| 5  | Philadelphia Quakers (NY) | 44 | 4  | 4 | 36 | 76  | 184 | −108 | 12 |

## Poängligan 1930/1931
Not: SM = Spelade matcher, M = Mål, A = Assists, Pts = Poäng
| Spelare          | Lag                 | SM | M  | A  | Pts |
| ---------------- | ------------------- | -- | -- | -- | --- |
| Howie Morenz     | Montreal Canadiens  | 39 | 28 | 23 | 51  |
| Ebbie Goodfellow | Detroit Falcons     | 44 | 25 | 23 | 48  |
| Charlie Conacher | Toronto Maple Leafs | 37 | 31 | 12 | 43  |
| Bill Cook        | New York Rangers    | 43 | 30 | 12 | 42  |
| Ace Bailey       | Toronto Maple Leafs | 40 | 23 | 19 | 42  |
| Joe Primeau      | Toronto Maple Leafs | 38 | 9  | 32 | 41  |
| Nels Stewart     | Montreal Maroons    | 42 | 25 | 14 | 39  |
| Frank Boucher    | New York Rangers    | 44 | 12 | 27 | 39  |
| Cooney Weiland   | Boston Bruins       | 44 | 25 | 13 | 38  |
| Bun Cook         | New York Rangers    | 44 | 18 | 17 | 35  |
| Aurèle Joliat    | Montreal Canadiens  | 43 | 13 | 22 | 35  |

## Slutspelet 1931
6 lag gjorde upp om Stanley Cup-pokalen. De båda ettorna i serierna spelade semifinal mot varandra om en finalplats i bäst av 5 matcher. 
Tvåorna och treorna spelade kvartsfinaler i bäst av 2 matcher där det lag som gjort flest mål gick till semifinal. Vinnarna spelade mot varandra i en semifinalserie i bäst av 2 matcher där det lag som gjort flest mål gick till final. Finalserien spelades i bäst av 5 matcher.

### Kvartsfinal
New York Rangers vs. Montreal Maroons
New York Rangers vann serien med 8-1 i målskillnad.
Toronto Maple Leafs vs. Chicago Black Hawks
Chicago Black Hawks vann serien med 4-3 i målskillnad.

### Semifinal
Boston Bruins vs. Montreal Canadiens
Montreal Canadiens vann semifinalserien med 3-2 i matcher.
Chicago Black Hawks vs. New York Rangers
Chicago Black Hawks vann semifinalserien med 3-0 i målskillnad.

## Stanley Cup-final
Montreal Canadiens vs. Chicago Black Hawks
Montreal Canadiens vann serien med 3-2 i matcher

## NHL awards
| 1930–31 NHL awards      | 1930–31 NHL awards               |
| ----------------------- | -------------------------------- |
| O'Brien Trophy:         | Montreal Canadiens               |
| Prince of Wales Trophy: | Boston Bruins                    |
| Hart Memorial Trophy:   | Howie Morenz, Montreal Canadiens |
| Lady Byng Trophy:       | Frank Boucher, New York Rangers  |
| Vezina Trophy:          | Roy Worters, New York Americans  |

## All-Star
| Första                                | Position | Andra                             |
| ------------------------------------- | -------- | --------------------------------- |
| Charlie Gardiner, Chicago Black Hawks | M        | Tiny Thompson, Boston Bruins      |
| Eddie Shore, Boston Bruins            | B        | Sylvio Mantha, Montreal Canadiens |
| King Clancy, Toronto Maple Leafs      | B        | Ching Johnson, New York Rangers   |
| Howie Morenz, Montreal Canadiens      | C        | Frank Boucher, New York Rangers   |
| Bill Cook, New York Rangers           | HF       | Dit Clapper, Boston Bruins        |
| Aurèle Joliat, Montreal Canadiens     | VF       | Bun Cook, New York Rangers        |
| Lester Patrick, New York Rangers      | Tränare  | Dick Irvin, Chicago Black Hawks   |